# Vetri neri
Vetri neri è un singolo del beatmaker italiano Ava e dei rapper Anna e Capo Plaza, pubblicato il 19 maggio 2023.

## Descrizione
Il singolo è caratterizzato da un campionamento di Mr. Saxobeat di Alexandra Stan.

## Video musicale
Il video, diretto da Late Milk, è stato reso disponibile il 14 giugno 2023 attraverso il canale YouTube di Ava.

## Tracce
1. Vetri neri – 2:45

## Classifiche

### Classifiche settimanali
| Classifica (2023) | Posizione massima |
| ----------------- | ----------------- |
| Italia            | 2                 |

### Classifiche di fine anno
| Classifica (2023) | Posizione |
| ----------------- | --------- |
| Italia            | 6         |
| Classifica (2024) | Posizione |
| Italia            | 48        |